# Anillomyrma
Anillomyrma (лат.) — род муравьёв подсемейства мирмицины (Myrmicinae). Эндемик Юго-Восточной Азии. Объединяет два вида очень редких слепых мелких муравьёв бледно-жёлтого цвета. Живут в земле, предположительно кочуют. Более крупные самцы были найдены спустя почти 120 лет после нахождения рабочих муравьёв.

## Описание
Мелкие муравьи (длина рабочих особей — 2 мм, самцов — около 6 мм) бледно-жёлтого (у рабочих) или буровато-чёрного (у самцов) цвета. Усики рабочих 10-члениковые (булава у рабочих состоит из трёх сегментов), а у самцов состоят из 13 сегментов. Рабочие слепые, глаза у них полностью отсутствуют. Нижнечелюстные щупики рабочих 2-члениковые, а нижнегубные состоят из одного или двух сегментов (формула щупиков 2-2 или 2-1). Самцы крылатые, их фасеточные глаза хорошо развиты, в наибольшем диаметре до 35 омматидиев; есть также простые глазки (оцелии), крупные и выпуклые. Кроме того, у самцов иная формула щупиков: 3,3. Жвалы вытянуто-треугольные с тремя или четырьмя зубцами на жевательном крае. Проподеум округлый, без зубцов. Стебелёк между грудкой и брюшком состоит из двух сегментов (петиоль + постпетиоль). Жало развито.
Рабочие мономорфные, тело депигментированное, с тонкой кутикулой. Голова длиннее своей ширины, без предзатылочного киля. Усиковые бороздки отсутствуют. Срединная часть клипеуса лишь немного выдаётся вперёд и возвышается над уровнем боковых частей. Клипеус сзади узко вставлен между лобными лопастями; развита срединная клипеальная щетинка. Антеннальные сегменты III—VII каждый много короче своей ширины; X-й сегмент много длиннее, чем сегменты VIII и IX вместе взятые; сегменты VIII, IX и X с несколькими длинными и толстыми сенсиллами; X-й сегмент
с несколькими ампуловидными сенсиллами. Мезосома дорзально несколько сужена между промезонотумом и проподеумом; промезонотум латерально низкий и почти плоский или очень слабо выпуклый, без заметных плечевых выступов; промезонотальный шов полностью отсутствует; метанотальная бороздка дорзально развита в виде слабой поперечной морщинки; проподеум невооружённый и без килевидных латеральных краёв; проподеальные доли отсутствуют; мезостернум и метастернум без вентральных зубцов; проподеальные дыхальца малозаметные, очень мелкие, расположены около или позади средней длины боковых частей проподеума; метаплевральные железы сравнительно крупные. Передние тазики крупные и много длиннее средних и задних тазиков; шпоры средних и задних ног отсутствуют. Стебелёк петиоля длинный, без антеровентрального выступа; узелок петиоля низкий и сверху выпуклый; постпетиоль много короче петиоля, но по ширине примерно равен ему. Постпетиоль широко прикреплён к вершине передней поверхности первого брюшного тергита. Брюшко вытянутое. Тело покрыто многочисленными отстоящими волосками.

## Биология
Муравьи рода Anillomyrma очень редки, их биология остаётся неисследованной. Имеются лишь отрывочные сведения об экологии мест обитания. Мирмекологи из Японии (K. Eguchi) и Вьетнама (V. T. Bui) собрали рабочих Anillomyrma decamera в спелом хорошо развитом сухом лесу в южной прибрежной части Вьетнама; сделано это было с помощью подземных ловушек с приманками. В качестве приманок использовали материал из свиной колбасы, который был размещён в песчаной почве. В других случаях муравьёв Anillomyrma decamera собирали на заброшенных сельскохозяйственных землях, на которых стояли отдельные растения абаки (Musa textilis) из семейства Банановые и джекфрута (Artocarpus heterophyllus) из семейства Тутовые; также эти земли были заросшими высокими травами, прямостоящими и ползучими бамбуками и древовидными папоротниками. Пробы муравьёв были получены путём просеивания образца керна почвы, взятого из глубокого песчаного суглинка вулканического происхождения. Британский энтомолог Барри Болтон собрал муравьёв A. tridens на песчаном грунте в низменном дождевом лесу. Эти факты свидетельствуют о том, что на распространение этого вида может влиять тип почвы. Итальянский мирмеколог Карл Эмери в своём первоописании вида в 1901 году упомянул, что типовой материал вида A. decamera был собран из гнезда термитов. Представители рода Anillomyrma могут активно охотиться на почвенных беспозвоночных, включая термитов, используя своё хорошо развитое жало, чтобы обездвижить добычу, а также могут собирать падаль, находясь под землёй. Болтон в своей работе 1987 года также предположил, что A. tridens является кочевым муравьём. Эти отрывистые наблюдения могут помочь разработать методы сбора и наблюдения за этими таинственными видами муравьёв.

## Классификация и этимология
Таксон был выделен в 1913 году итальянским мирмекологом Карлом Эмери в ранге подрода в составе рода Monomorium на основании описанного им ранее типового вида Monomorium decamerum Emery, 1901. Родовое название Anillomyrma составлено из двух слов греческого происхождения: an-illos (безглазый) + myrmos, myrmekos (муравей). Это соответствует тому, что описанные рабочие муравьи были слепые. Продолжительное время род оставался монотипическим, но в 1987 году британским мирмекологом Барри Болтоном по материалам из Таиланда был описан второй вид рода Anillomyrma tridens Bolton, 1987 (он отличается пропорциями головы и особенностями строения проподеума и петиоля).
Половых крылатых особей долгое время не удавалось обнаружить, что затрудняло определение систематического положения группы среди других сходных мирмицин. Таксон Anillomyrma сначала сближали с родом Monomorium, а сейчас включают в трибу Solenopsidini в составе родовой группы Solenopsis genus group.
Описание самцов было впервые сделано лишь в 2019 году, то есть спустя почти 120 лет после нахождения рабочих муравьёв. Это произошло во время экспедиции 2018 года (описание опубликовано в 2019 году), когда в северном Таиланде самцы были найдены мирмекологами в подземном муравейнике вместе с рабочими. Муравьиные матки по состоянию на 2019 год не обнаружены.

### Видовой состав
| Род Anillomyrma Emery, 1913                     |        |              |                    |        |            |
| Вид                                             | Автор  | Год описания | Распространение    | Голова | Вид сверху |
| ----------------------------------------------- | ------ | ------------ | ------------------ | ------ | ---------- |
| Anillomyrma decameratypus =Monomorium decamerum | Emery  | 1901         | Юго-Восточная Азия |        |            |
| Anillomyrma tridens                             | Bolton | 1987         | Таиланд            |        |            |

### Сходные группы
| Род | Формула щупиков | Число зубцов жвал | Расстояние между лобными долями | Срединная щетинка клипеуса | Число члеников усика | Сложные глаза | Метанотальная бороздка | Размер дыхальца проподеума | Стебелёк петиоля |
| --- | --------------- | ----------------- | ------------------------------- | -------------------------- | -------------------- | ------------- | ---------------------- | -------------------------- | ---------------- |
| Anillomyrma | 2,2             | 3—4               | узкое                           | есть                       | 10                   | нет           | слабая                 | мелкий                     | короче узелка    |
| Bondroitia | 2,2             | 4                 | узкое                           | есть                       | 11                   | нет           | глубокая               | крупный                    | длиннее узелка   |
| Dolopomyrmex | 3,2             | 4                 | узкое                           | нет                        | 11                   | нет           | глубокая               | мелкий                     | короче узелка    |
| Unicumyrmex | 2,2             | 4—5               | узкое                           | есть                       | 11                   | нет           | глубокая               | мелкий                     | короче узелка    |
| Источники: Anillomyrma — Eguchi & al. (2009), Bondroitia — Bolton (1987), Dolopomyrmex — Cover & Deyrup (2007), Unicumyrmex — Chung et al. (2025). |                 |                   |                                 |                            |                      |               |                        |                            |                  |

## Распространение
Эндемик Юго-Восточной Азии. Встречается на запад до Индии, на юг до острова Шри-Ланка, на север — до Китая, и далее, включая Таиланд и Вьетнам на запад до Малайзии (где найден в штате Саравак на острове Калимантан) и Филиппин.